# Girolamo Diruta
Girolamo Diruta O.F.M.Conv. (Deruta, 1546 ca. – Deruta, 1624 o 1625) è stato un compositore, organista e teorico della musica italiano.
Fu famoso in campo teorico-didattico per i contributi offerti allo studio e alla pratica degli strumenti a tastiera, e in particolare dell'organo, e del contrappunto, esposti nel trattato Il Transilvano, pubblicato a Venezia in due libri (1593 e 1609-10) e più volte ristampato.

## Biografia
Girolamo Venturi poi noto come Girolamo Diruta nacque a Deruta nel 1546 ca. Fattosi frate minore conventuale nel 1566 viveva nel convento francescano di Perugia. Negli anni 1569-1574 era frate nel convento di Correggio, dove fu ordinato sacerdote. Nel 1578 e di nuovo nel 1579, quando si era già trasferito a Venezia, partecipò senza successo a un concorso per il posto di organista nella basilica di S. Antonio a Padova. Nella città lagunare poté conoscere Claudio Merulo, Gioseffo Zarlino e Costanzo Porta (anche lui francescano), e potrebbe aver studiato con qualcuno di loro. Sicuramente con Merulo che in una lettera prefatoria «Ai lettori» pubblicata nella prima parte del Transilvano, elogiò Diruta quale suo allievo. 
 
Nel 1580 pubblicò Il primo libro de' contrapunti sopra il canto fermo delle antifone delle feste principali de tutto l'anno. A cinque voci (Venezia, A. Gardano), di cui ci sono pervenute soltanto le parti di canto e alto, dedicandolo al preposto e ai canonici del duomo di Gubbio, dove fu organista dal 1580 al 1585. 

Ritornato a Venezia, visse nel convento francescano di S. Maria Gloriosa dei Frari, dove fu pure organista dal 1586 al 1589. 
Dal 1593 fu organista della cattedrale di Chioggia. In quell'anno pubblicò il trattato che lo rese celebre: Il Transilvano. Dialogo sopra il vero modo di sonar organi, & istromenti da penna, del r. p. Girolamo Diruta perugino, Dell'Ordine de' Frati Minori conv.[entuali] di S. Francesco, organista del duomo di Chioggia, dedicandolo a Zsigmond Bathory, principe di Transilvania e nipote del re di Polonia. 

Nel 1602 in una lettera ai confratelli del convento di Deruta, manifestò la sua intenzione di rientrare nella città natale, dopo circa trent'anni di attività come organista, dichiarandosi disponibile a tenere una scuola di musica. 

Dal 1604 al 1610 fu organista del duomo di Gubbio. Il 25 marzo 1610 da Gubbio firmò la dedica a Leonora Orsini Sforza, nipote del granduca di Toscana Ferdinando I de' Medici della seconda parte del Transilvano. 

Nel settembre 1612 gli venne offerto il posto di organista della collegiata di S. Maria Maggiore di Spello, che tuttavia non accettò. 

Il 5 marzo 1613, il capitolo generale dei frati minori conventuali gli conferì il titolo di magister musices.

Probabilmente ritornò a Gubbio, dove il suo nome compare in alcuni atti notarili negli anni 1619-1624.

Morì a Deruta nel 1624 o nel 1625.

## Opere

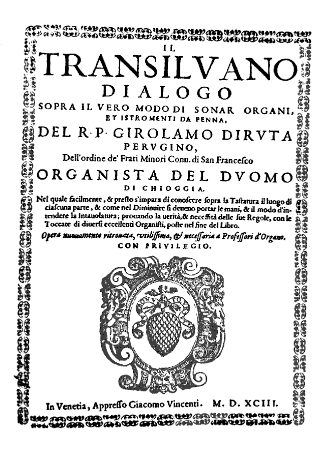
Girolamo Diruta, Il Transilvano, parte prima (Venezia, 1593), frontespizio

L'opera più famosa di Diruta è Il Transilvano, trattato in due parti apparse a distanza di molti anni (1593, 1609-10), dedicato all'apprendimento dell'arte di suonare gli strumenti a tastiera. L'opera si presenta in forma di dialogo fra l'autore e Istvan de Joìka, un diplomatico della Transilvania in missione in Italia. Si tratta del primo trattato a evidenziare una differenza fra la tecnica dell'organo e quella degli altri "istromenti da penna", vale a dire clavicembalo e spinetta. La prima parte del trattato verte sulla diteggiatura e sugli abbellimenti, esemplificati in alcuni brani dell'autore e di altri compositori, quali Claudio Merulo, Andrea e Giovanni Gabrieli, Luzzasco Luzzaschi, Antonio Romanini, Paolo Quagliati, Vincenzo Bellavere, Giuseppe Guami. Nella seconda parte viene esposta l'arte di intavolare brani polifonici, assieme alla teoria e alla pratica del contrappunto. Vengono poi forniti esempi di ricercari e versetti organistici da alternare a inni e Magnificat, propri e di altri compositori (Luzzasco Luzzaschi, Adriano Banchieri, Gabriele Fattorini), nonché una delucidazione sul modo di utilizzare i registri dell'organo.